# Pedro de Paz
Pedro de Paz (* 26. října 1969, Madrid) je španělský spisovatel.

## Životopis
Pracoval patnáct let jako programátor a v roce 2002 se rozhodl věnovat psaní literatury. Jeho první román El hombre que mató a Durruti (2004) vyhrál Certamen de Novela corta "José Saramago" 2003 a byl následně přeložen do angličtiny. Píše kriminální romány a horory. Přispívá i kratšími povídkami do antologií a časopisů.
V roce 2010 vyhrál 20. ročník Premio Internacional de novela Luis Berenguer s dílem La senda trazada.

## Dílo

### Romány
- El hombre que mató a Durruti, Germanía, 2004, y Aladena, 2010
- Muñecas tras el cristal, El Tercer Nombre, 2006
- El documento Saldaña, Planeta, 2008
- La senda trazada, Algaida, 2011

### Povídky
- La vida es un bar, Amargord, 2006, povídka Revenge Blues v antologii
- La lista negra. Nuevos culpables del policial español, Salto de Página, 2009, povídka Mala suerte v antologii
- Ocho vueltas de tuerca, 2010
- La frontera, Pepsi - Semana Negra, 2011, povídka Hay fronteras que es preferible no atreverse a cruzar v antologii